# Aššur-uballiṭ I.
Aššur-uballiṭ I. (Aschschur-uballit, Assur-uballit), Sohn des Erība-Adad I. war ein mittelassyrischer König, der nach der assyrischen Königsliste 36 Jahre regierte.
| Autor              | Regierungszeit    | Anmerkungen            |
| ------------------ | ----------------- | ---------------------- |
| Grayson 1969       | 1365–1330 v. Chr. | mittlere Chronologie   |
| Pöbel 1942         | 1362–1327 v. Chr. |                        |
| Gasche et al. 1998 | 1356–1322 v. Chr. | Ultrakurze Chronologie |
| Freydank 1991      | 1353–1338 v. Chr. |                        |

Unter Aššur-uballiṭ I. (1353–1338 v. Chr.) konnte sich Assyrien aus der Einflusssphäre des Mittani-Reiches lösen und sich im Kreis der Großmächte des 14. Jh. etablieren.

## Geschichte
Nach Inschriften seines Nachfolgers Adad-nirari I. beherrschte Aššur-uballiṭ Ekur, bezwang Musru und Subartu und erweiterte die Grenzen des Landes. Nach hethitischen Berichten scheint er zeitweise sogar Karkemiš bedroht zu haben. Er rühmt sich, dem Herrscher von Hanilgabat, vermutlich Tušratta, nun ebenbürtig zu sein (EA 16, 26). Zu Karduniaš bestanden friedliche Beziehungen. Ein Brief des Thronprinzen Enlil-nērāru (Ellil-nārāri) an Illilīja, (BE XVII 91), vermutlich Enlil-kidinni, der šandabakku von Nippur, berichtet von der Übersendung einer Sonnenscheibe aus Bronze mit Intarsien aus schwarz-weiß gebändertem Chalzedon. Als Ausgleich wird um Stoff für Stuhlbezüge (šiddu) gebeten. Wenn diese nicht verfügbar seien, sollten 60 farbige Gewänder gesandt werden. Als persönliches Geschenk an Illilīja wurde eine perṣeduḫu-Fibel geschickt.
Eine Tochter von Aššur-uballiṭ, Muballiṭat-Šerū'a, heiratete einen kassitischen König, vermutlich handelte es sich dabei um Burna-Buriāš II., der im Amarna-Brief EA 9 noch vehement versucht hatte, Beziehungen zwischen Assyrien und Ägypten zu verhindern und die Assyrer als seine Vasallen bezeichnet hatte. Geschenke von Burna-Buriāš II. an den Thronprinzen Enlil-nērāru in seinem 25. Regierungsjahr (CBS 3235, 3776 aus Nippur) lassen Faist vermuten, dass die Hochzeit in oder nach diesem Jahr stattgefunden hat. Nachdem Kadašman-Ḫarbe, der Sohn von Muballiṭat-Šerū'a durch aufständische Kassiten ermordet worden war, die an seiner Stelle Nazi-Bugaš, „einen Mann niedriger Abstammung“ zum König machten, zog Aššur-uballiṭ nach Karduniaš, um Rache für seinen Enkel zu nehmen. Er erschlug Nazi-Bugaš und setzte Kurigalzu den jüngeren, einen Sohn von Burna-Buriāš II., „auf den Thron seines Vaters“. Vermutlich handelte es sich dabei um einen jüngeren Bruder von Kadašman-Ḫarbe. Der knappe Text der Synchronistischen Geschichte, der Hauptquelle für diese Zeit, erlaubt es nicht zu beurteilen, inwieweit sich Aššur-uballiṭ bei dieser Intervention der Hilfe von Kassiten, die loyal zu dem angestammten Königshaus geblieben waren, erfreute. Dies ist jedoch sehr wahrscheinlich. Bis zu der Eroberung von Babylon durch Tukultī-Ninurta kam es in der Folge lediglich zu einer Reihe von Grenzstreitigkeiten, in denen Aššur keine eindeutige Übermacht an den Tag legte. Eine zunehmende Militarisierung der mittelassyrischen Gesellschaft wird zwar allgemein anerkannt, aber auch die lange Regierungszeit von Aššur-uballiṭ scheint zu kurz für den Aufbau einer Armee, die fähig war, das wohlhabende und vor allem bevölkerungsreiche Babylon ohne weitere Hilfe niederzuwerfen.
Im 9. Regierungsjahr von Muršili II. wurde Aštata am Euphrat durch die Assyrer eingenommen. Emil Forrer schreibt diese Eroberung Enlil-nērāru zu, M. Rowton jedoch Aššur-uballiṭ I. Der Eroberung folgte jedoch keine dauerhafte assyrische Herrschaft.
Nach Tontafeln aus Tell ʿAlī westlich von Kirkuk kam auch Arrapḫa unter Aššur-uballiṭ unter assyrische Herrschaft.
| Ägypten                    | Hethiter                    | Mittani                | Babylon                       |
| -------------------------- | --------------------------- | ---------------------- | ----------------------------- |
| Amenophis III. (1388–1351) | Tudḫaliya II. (1375–1355)   | Tušratta (1380–1350)   | Kadašman-Enlil I. (1374–1360) |
| Amenophis IV. (1351–1337)  | Šuppiluliuma I. (1355–1323) | Šattiwazza (1350–1320) | Burna-buriaš II. (1360–1333)  |
| Semenchkare (1337–1333)    |                             |                        | Kara-Hardaš (1333)            |
| Tutanchamun (1333–1323)    |                             |                        | Nazi-Bugaš (1333)             |
|                            |                             |                        | Kurigalzu II. (1333–1308)     |

## Kult
Aus seiner Regierungszeit stammen die ersten Nachweise für den Kult des Marduk aus Aššur. Der Tempel wurde durch den königlichen Schreiber Marduk-nadin-ahhe, Sohn des Marduk-uballiṭ, Sohn des Ušušur-Marduk errichtet, der den entsprechenden theophorischen Namen trug. Der entsprechende Text ist nur in einer neo-assyrischen Abschrift überliefert, Wolfram von Soden hält ihn für eine spätere Fälschung.

## Beamte
Sein königlicher Schreiber war Marduk-nadin-aḫḫe, Sohn des Marduk-uballiṭ, Sohn des Uššur-ana-Marduk.
Eponyme:
- Ellil-mudammeq, Sohn des Asanu

## Bauten
Er baute den Kanal Pattituhdi (Kanal des Überflusses) und blockierte in diesem Zusammenhang den Brunnen Uballiṭ-nišešu, den Aššur-nadin-aḫḫe angelegt und mit Kalkstein, gebrannten Ziegeln und Bitumen ausgekleidet hatte, da er für einen Obstgarten ungeeignet war. Am Ištar-Tempel führte er Renovierungsarbeiten durch und deponierte einen Gründungszylinder. Weitere Gründungszylinder beziehen sich vermutlich auf die Terrasse eines neuen Palastes.